# Silvia Torres Castilleja
Silvia Linda Torres Castilleja (Ciutat de Mèxic, Mèxic; 1940) és una astrònoma mexicana coneguda per haver estat la primera dona a obtenir un doctorat en astronomia a Mèxic. El 2015 va ser designada presidenta de la Unió Astronòmica Internacional. Va ser coordinadora de l'Any de l'Astronomia a Mèxic l'any 2009, i dos anys després, el 2011, va obtenir el Premi l'Oréal-UNESCO per a dones científiques. És una de les científiques mexicanes més reconegudes per les seves recerques sobre la matèria interestel·lar.

## Biografia
Silvia Torres Castilleja va néixer el 1940 al Districte Federal, Mèxic. El 1958 va començar els seus estudis de física a la Facultat de Ciències de la Universitat Nacional Autònoma de Mèxic (UNAM). En aquest període va exercir com a assistent de recerca de l'Observatori Astronòmic Nacional. Anys després, va aconseguir una beca per continuar els seus estudis a la Universitat de Califòrnia a Berkeley, on va obtenir el seu doctorat en astronomia i va tornar a Mèxic on va fer els seus estudis sobre la composició química dels gasos calents a l'espai amb l'interès de "determinar les propietats d'aquests materials amb la finalitat d'entendre la relació entre els gasos i els estels, així com de les primeres fases de l'evolució".

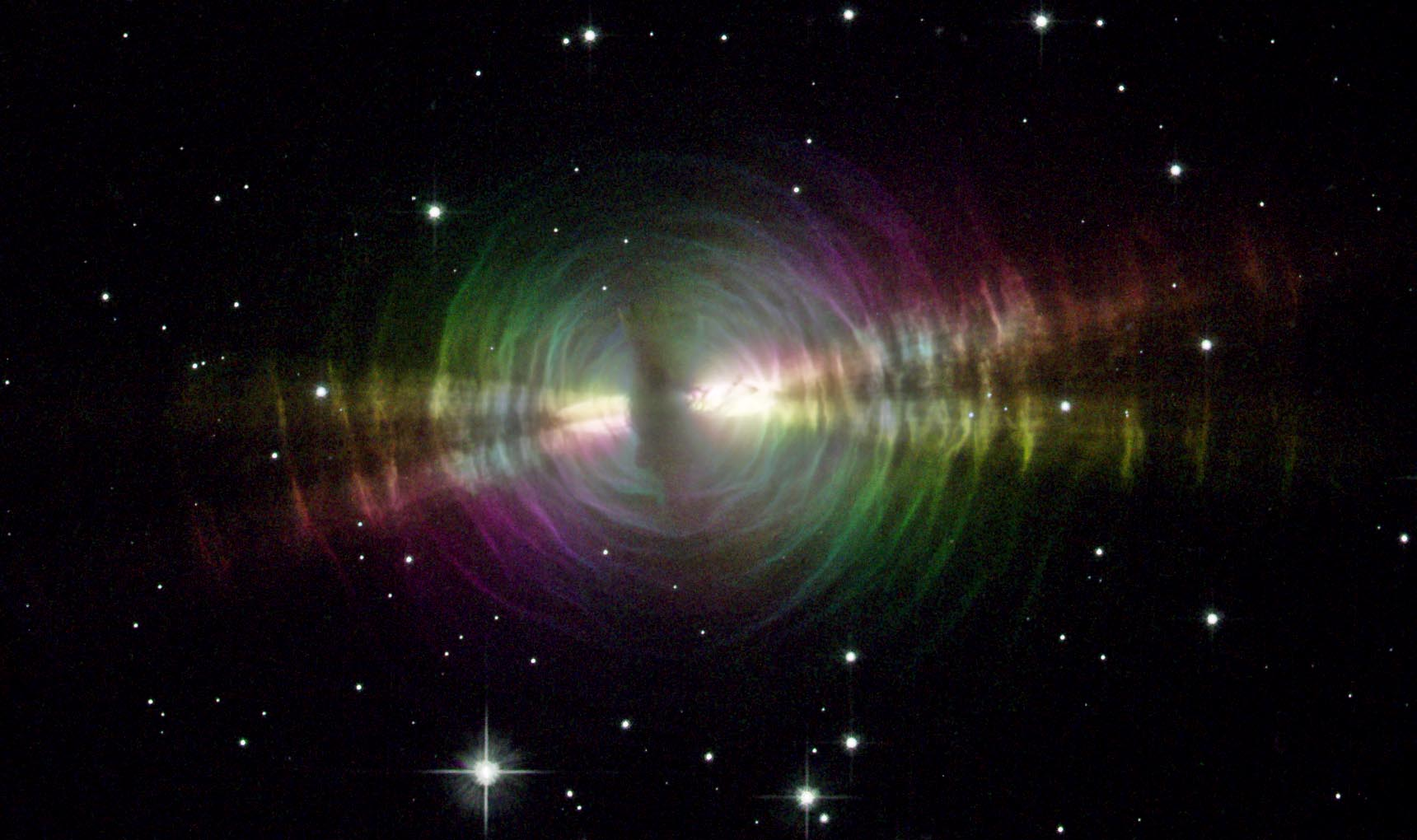
Torres Castilleja s'ha interessat en les nebuloses protoplanetàries. El 2011 va obtenir el Premi L'Oréal-UNESCO a Dones en Ciència de l'Organització de les Nacions Unides, per les seves recerques sobre les nebuloses planetàries. A la imatge, la nebulosa de l'Ou.

El 1974 va començar a col·laborar com a editora de la Revista Mexicana d'Astronomia i Astrofísica, fins al 1998, i actualment s'encarrega de la Sèrie de Conferències d'aquesta mateixa publicació. També ha participat com a editora en diverses revistes internacionals. Les seves recerques han estat referides en milers d'ocasions per altres revistes especialitzades.
Del 2003 al 2006, va ser vicepresidenta de la Unió Astronòmica Internacional; prèviament, va exercir com a directora de l'Institut d'Astronomia de la UNAM. També ha format part de la Societat Astronòmica del Pacífic i de la Societat Astronòmica Nord-americana. El 2009, es va incorporar al Seminari de Cultura Mexicana com a membre titular. Aquest mateix any va participar com a conferenciant a la Setmana Nacional de Ciència i Tecnologia d'Oaxaca, i també el 2011, al Fòrum Nacional Dones en la Ciència, la Tecnologia i la Innovació.
Hom la considera pionera a Mèxic en la utilització de satèl·lits per dur a terme recerques, després d'haver tingut experiències acadèmiques en el desaparegut Explorador Ultraviolat Internacional i en el telescopi espacial Hubble. Entre les seves àrees d'estudi, destaquen tant les nebuloses com les nebuloses protoplanetàries, les regions HII galàctiques i extragalàctiques. Està casada amb l'astrònom Manuel Peimbert Sierra.
El 2012 Silvia Torres va ser elegida presidenta de la Unió Astronòmica Internacional pel període 2015-2018, que començà en finalitzar la XXIX Assemblea General d'aquest organisme internacional. L'anterior dona a ocupar el càrrec va ser Catherine Cesarsky, durant el període 2006-2009.

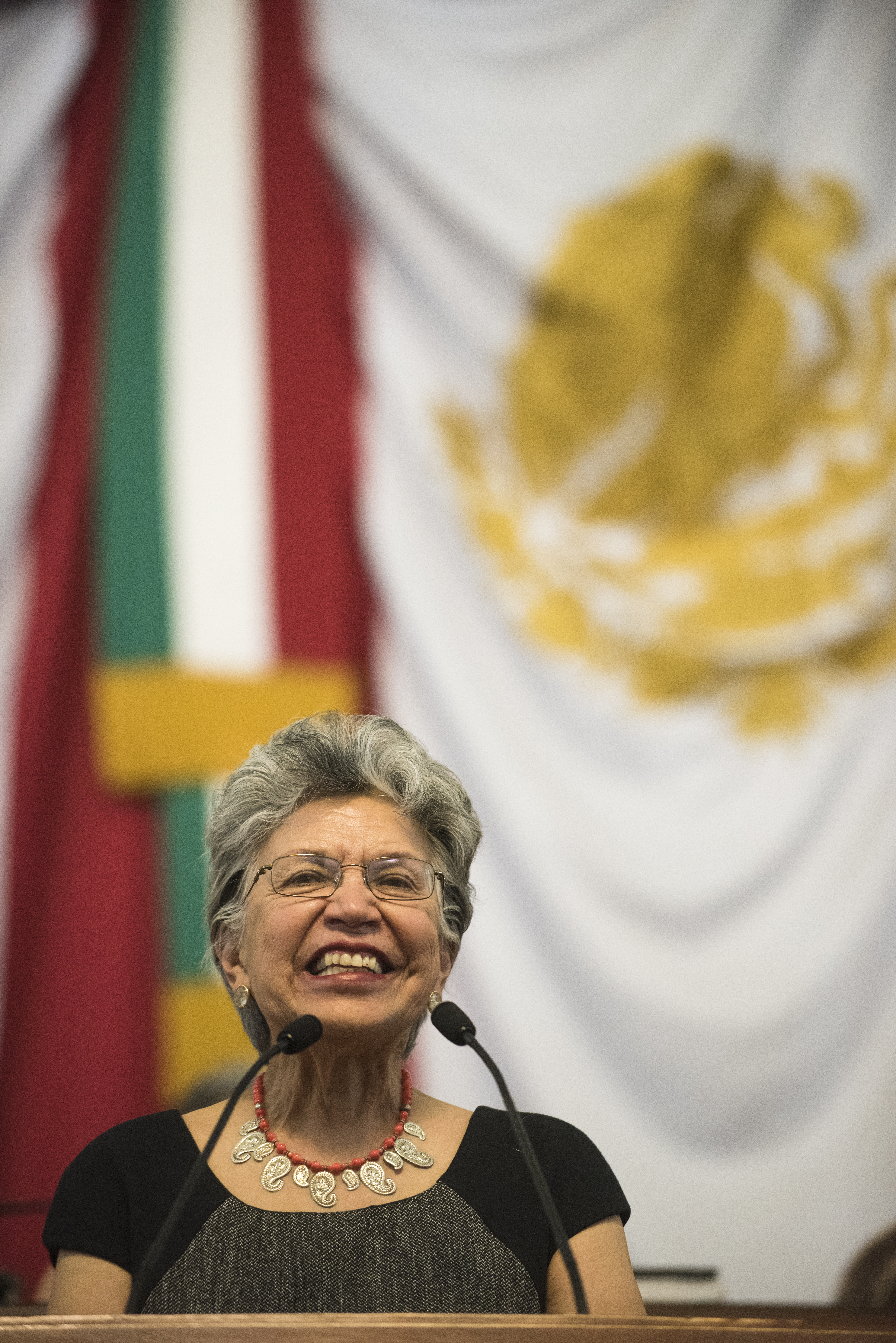
Silvia Torres Castilleja, en l'acceptació de la Medalla al Mèrit en Ciències 2015.

En diverses ocasions, ha manifestat la seva preocupació per les dificultats afegides que troben les dones per incorporar-se activament a la carrera científica. Dit això, ella reconeix que la doctora en astronomia Paris Pishmish, nascuda a Turquia i nacionalitzada mexicana, va tenir un paper molt important en la fundació i promoció dels estudis d'astronomia moderns a la UNAM i va exercir una gran influència en ella.

### Reconeixements
Alguns dels seus guardons inclouen la Medalla Guillaume Budé, per part del Col·legi de França, la Medalla Acadèmica de la Societat Mexicana de Física, el Premi Universitat Nacional de la UNAM i la Medalla Heberto Castillo, de l'Institut de Ciència i Tecnologia de Ciutat de Mèxic (la qual porta el seu nom als premis en la categoria de Ciències Bàsiques). L'any 2007, va guanyar el Premi Nacional de Ciències i Arts, a més de ser nomenada investigadora emèrita de la UNAM i del Sistema Nacional d'Investigadors, i a principis de l'any 2011 va obtenir el premi L'Oréal Unesco de l'Organització de les Nacions Unides en l'apartat de Dones de la Ciència per les seves recerques entorn de la composició química de les nebuloses planetàries.
Torres Castilleja és considerada una de les científiques mexicanes amb major reconeixement a nivell internacional, per les seves recerques sobre la matèria interestel·lar. L'any 2009, a manera d'homenatge, es va batejar amb el seu nom una "telesecundaria" de Morelia, Michoacán. Igualment, un jardí d'infància de Villa Jiménez, en el mateix estat, porta el seu nom. L'any 2014, es va donar el seu nom al planetari de la ciutat d'Aguascalientes.
Va rebre la Medalla al Mèrit en Ciències, atorgada per l'Assemblea Legislativa de la Ciutat de Mèxic (ALDF) el 26 d'abril del 2016.